# Xanthia cirphidiago
Xanthia cirphidiago là một loài bướm đêm trong họ Noctuidae.